# Eloy Room
Eloy Victor Room (Nijmegen, 6 de fevereiro de 1989) é um futebolista curaçauense nascido na Holanda que atua como goleiro. Atualmente defende o Cercle Brugge.

## Carreira
Eloy Room integrou a Seleção Curaçauense de Futebol na Copa Ouro da CONCACAF de 2017.